# بالوو
بالوو (به آلمانی: Balow) یک شهر در آلمان است که در لودویگسلوست-پارشیم واقع شده‌است. بالوو ۳۴۶ نفر جمعیت دارد.